# Auguste Duméril
Auguste Henri André Duméril (født 30. november 1812, død 12. november 1870) var en fransk zoolog. Han efterfulgte sin far, André Marie Constant Duméril, som professor i herpetologi og iktyologi ved Muséum National d'Histoire Naturelle fra 1857.